# Critérios de Roma III
Critérios de Roma para o Diagnóstico de Desordens Gastrointestinais Funcionais
A. Desordens funcionais do esôfago
A1. Pirose funcional
Queixas durante os últimos 3 meses e que se iniciaram há pelo menos 6 meses. Deve incluir todos os critérios abaixo:
1. Queimação, desconforto ou dor retroesternal
2. Evidência de que o refluxo gastroesofágico não é a causa do desconforto
3. Ausência de distúrbios de motilidade (confirmação histopatológica)
A2. Dor torácica funcional de origem esofágica presumida
Queixas durante os últimos 3 meses e que se iniciaram há pelo menos 6 meses. Deve incluir todos os critérios abaixo:
1. Dor ou desconforto retroesternal não caracterizada como queimação
2. Evidência de que o refluxo gastroesofágico não é a causa dos sintomas
3. Ausência de disturbios de motilidade (confirmação histopatológica)
A3. Disfagia funcional
Queixas durante os últimos 3 meses e que se iniciaram há pelo menos 6 meses. Deve incluir todos os critérios abaixo:
1. Sensação de impactação ou passagem anormal pelo esôfago de alimentos sólidos e/ou líquidos
2. Evidência de que o refluxo gastroesofágico não é a causa dos sintomas
3. Ausência de disturbios de motilidade (confirmação histopatológica)
A4. Globus
Queixas durante os últimos 3 meses e que se iniciaram há pelo menos 6 meses. Deve incluir todos os critérios abaixo:
1. Sensação persistente ou intermitent, não dolorosa, de impactação de corpo estranho na garganta
2. Ocorrência da sensação entre as refeições
3. Ausência de disfagia ou odinofagia
4. Evidência de que o refluxo gastroesofágico não é a causa dos sintomas
5. Ausência de disturbios de motilidade (confirmação histopatológica)